# Condado de Radom
Condado de Radom (polaco: powiat radomski) é um powiat (condado) da Polónia, na voivodia de Mazóvia. A sede do condado é a cidade de Radom. Estende-se por uma área de 1529,75 km², com 144 591 habitantes, segundo os censos de 2005, com uma densidade 94,52 hab/km².

## Divisões admistrativas
O condado possui:
Comunas urbanas: Pionki
Comunas urbana-rurais: Iłża, Skaryszew
Comunas rurais: Gózd, Jastrzębia, Jedlińsk, Jedlnia-Letnisko, Kowala, Pionki, Przytyk, Wierzbica, Wolanów, Zakrzew
Cidades: Pionki, Iłża, Skaryszew

## Demografia
População (dados de 30 de Junho de 2005):
|          | Total   | Total | Mulheres | Mulheres | Homens  | Homens |
| -------- | ------- | ----- | -------- | -------- | ------- | ------ |
|          | pessoas | %     | pessoas  | %        | pessoas | %      |
| Total    | 144 591 | 100   | 72 616   | 50,2     | 71 975  | 49,8   |
| Cidades  | 29 123  | 100   | 15 103   | 51,9     | 14 020  | 48,1   |
| Povoados | 115 468 | 100   | 57 513   | 49,8     | 57 955  | 50,2   |